# Центральный Казахстан

Центральный Казахстан
Северный Казахстан
Южный Казахстан
Восточный Казахстан
Западный Казахстан

Центральный Казахстан (каз. Орталық Қазақстан / Ortalyq Qazaqstan) — экономико-географический регион Республики Казахстан. Население составляет 1 385 533 человек. После административно-территориальной реформы 1997 года, в его состав входила укрупнённая Карагандинская область с центром в городе Караганда. До 1997 года к Центральному Казахстану относилась расформированная Джезказганская область. Однако в 2022 году, в западной части региона, по указу Касым-Жомарта Токаева, была образована Улытауская область с центром в Жезказгане, с этих пор Центральный Казахстан представляют две области. В основе экономики Центрального Казахстана традиционно лежат: чёрная и цветная металлургия, машиностроение, животноводство. Ландшафты региона на севере представляет сухой Казахский мелкосопочник, на юге — степи и полупустыни, упирающиеся в северный берег озера Балхаш. Речная сеть бедна и маловодна. В населении региона представлено два основных этноса — казахи и русские, заметно присутствие некоторых других народов (украинцы, корейцы).

## Административное деление
В состав Центрального Казахстана входят 2 области.

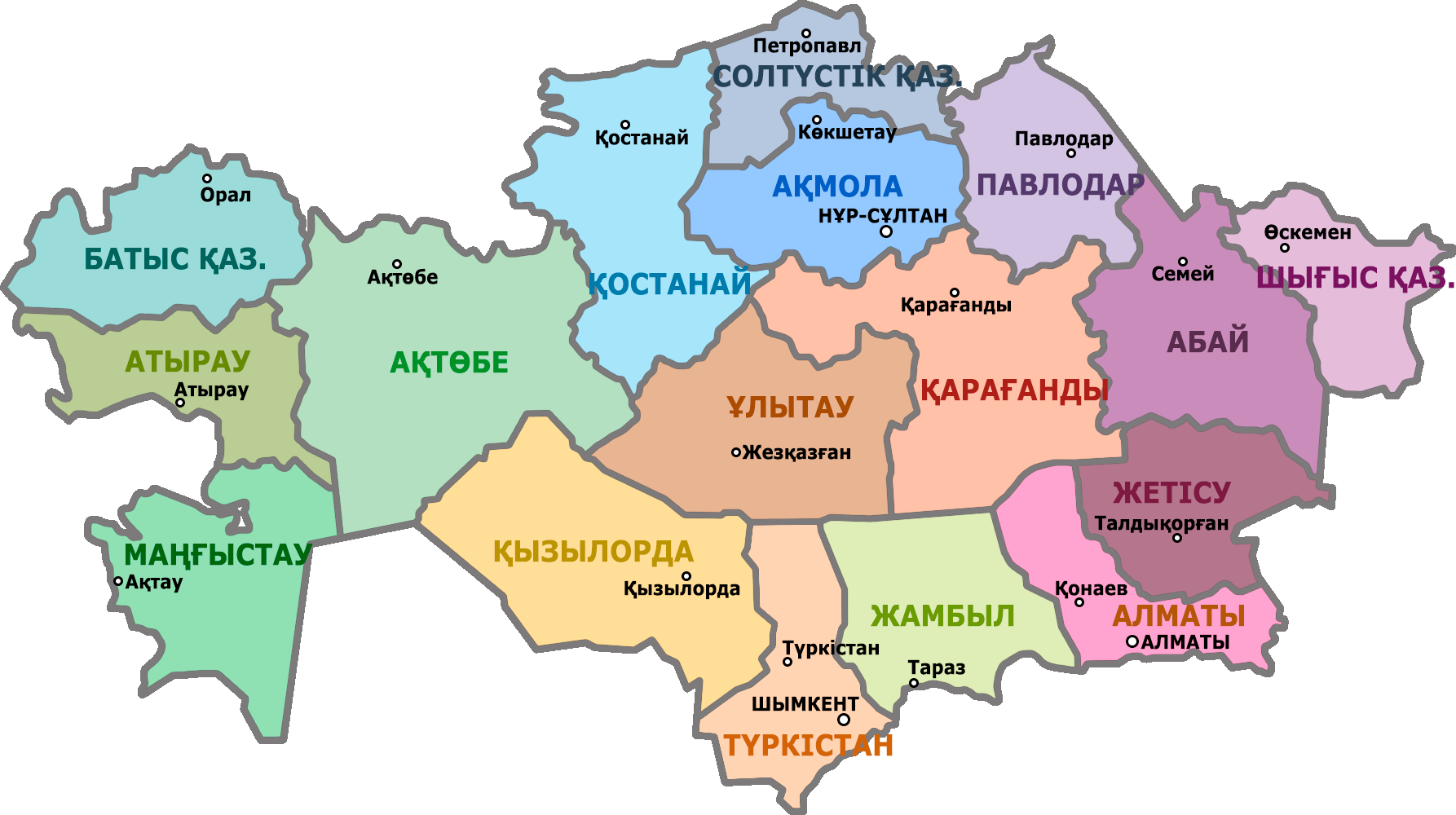
Административное деление Казахстана

| Область                | Административный центр | Площадь, км² | Население, чел. (на 2022 г.) |
| ---------------------- | ---------------------- | ------------ | ---------------------------- |
| Карагандинская область | Караганда              | 239045       | 1145000                      |
| Улытауская область     | Жезказган              | 188937       | 227200                       |

## Города региона по численности населения
Численность населения городов Центрального Казахстана на начало 2019 года.
- Караганда – 497 712
- Темиртау – 179 230
- Жезказган – 87 200
- Балхаш – 72 892
- Сатпаев – 61 529
- Сарань – 43 277
- Шахтинск – 37 653
- Абай – 28 363
- Приозёрск – 13 329
- Каражал – 8 091
- Каркаралинск – 8 190